# Альфа Микроскопа
Альфа Микроскопа (Alpha Microscopii, α Microscopii) — звезда в созвездии Микроскопа. Видна невооружённым глазом, видимая звёздная величина составляет от 4,88 до 4,94. На основе измерения годичного звёздного параллакса, равного 8,62 мсд получена оценка расстояния от Солнца до звезды, равная 380 световым годам. Звезда приближается к Солнцу, лучевая скорость составляет −15 км/с.
Альфа Микроскопа является гигантской звездой спектрального класса G7 III на поздней стадии эволюции. Оценка возраста составляет 360 млн лет, масса равна 3,1 массы Солнца, радиус составляет приблизительно 16 радиусов Солнца. Светимость равна 160 светимостей Солнца, эффективная температура фотосферы составляет около 4923 K.
Звезда обладает оптическим компаньоном CCDM J20500-3347B, видимая звёздная величина которого равна 10,0; звезда-компаньон расположена на расстоянии 20,4 угловых секунд от главного объекта, позиционный угол равен 166°. Однако же физической связи с описанной выше звездой CCDM J20500-3347B не имеет.